# Calconiscellus zanerae
Calconiscellus zanerae är en kräftdjursart som beskrevs av Alessandro Brian 1956. Calconiscellus zanerae ingår i släktet Calconiscellus och familjen Trichoniscidae. Inga underarter finns listade i Catalogue of Life.